# Economische Hogeschool Limburg
De Economische Hogeschool Limburg is een voormalige hogeschool in Belgisch Limburg. 
Voor de hervorming van het hoger onderwijs in Vlaanderen bestond ze als "hoger onderwijs van het lange type", binnen het HOBU (Hoger Onderwijs Buiten de Universiteit). Men kon er studeren voor licentiaat in de economie (handelswetenschappen) en voor handelsingenieur. Er bestonden toen gelijkaardige instellingen in Antwerpen (Handelshogeschool, nu onderdeel van de Lessius Hogeschool), Brussel (EHSAL) en Gent. Eind jaren 1980 werd de school geïntegreerd in het Limburgs Universitair Centrum, en werd dus in feite gepromoveerd tot universitaire faculteit.